# Mastacembelus armatus
Mastacembelus armatus és una espècie de peix pertanyent a la família dels mastacembèlids present des del Pakistan fins al Vietnam i Indonèsia.
És un peix d'aigua dolça, demersal, potamòdrom i de clima tropical (22 °C-28 °C; 38°N-1°N).
Mesura 90 cm de llargària màxima i pesa 500 g. Té entre 87 i 98 vèrtebres, té 33-40 espines i 67-82 radis tous a l'aleta dorsal i 67-83 radis tous a l'aleta anal.
Entra als boscos inundats.
Menja durant la nit larves d'insectes bentònics, cucs i matèria vegetal.
A l'Índia és depredat per Channa punctata.
Es comercialitza fresc com a menjar i, també, és molt comú en el comerç de peixos d'aquari.
És inofensiu per als humans.